# Land and Water
Land and Water était un journal hebdomadaire britannique publié de 1914 à 1920.

## Historique
Land and Water était un journal hebdomadaire britannique publié de 1914 à 1920, édité par l'auteur catholique célèbre Hilaire Belloc et consacré au déroulement de la Première Guerre mondiale et aux événements en découlant. L'édition de ce journal a été le seul emploi stable jamais tenu par Belloc, qui n'“ a vécu que par sa plume”.
Belloc a été parrainé par Jim Allison, alors le directeur de la publicité du Times, qui l'a lancé. Belloc fait de nombreux voyages sur le Front Ouest pour le compte du journal et bénéficie aussi d'informations venant d'amis bien placés dans les rangs de l'Armée. Le journal a rapidement gagné une popularité  et en peu de temps il a dépassé les cent mille exemplaires.
Belloc, un auteur toujours direct et pugnace, a excellé dans des éditoriaux guerriers et des articles exaltants. Il avait toujours une aversion considérable pour les Allemands, ceci provenant de son origine française et de son service dans l'Armée française quand l'amertume de la perte de l'Alsace et de la Lorraine était à son comble. Pendant la guerre, il était donc en accord avec l'attitude dominante des Britanniques. Dans des articles divers, Belloc a caractérisé la guerre comme un duel entre "la barbarie païenne" et "la civilisation chrétienne", ignorant le fait que le côté opposé était tout aussi chrétien que la Grande-Bretagne et la France et que de nombreux catholiques se battaient de l'autre côté, particulièrement les catholiques autrichiens.
Le journal a été accusé de gonfler fortement les pertes humaines ennemies et les prévisions trop optimistes de Belloc sur la fin de la guerre finissant avec une victoire alliée ont été plusieurs fois prématurées. Ce qui n'a pas nui à sa popularité. Sur la guerre on sait que Belloc a  confidentiellement confié à G. K. Chesterton, de qui il était l'ami : "il est quelquefois diablement intéressant d'être du côté des intérêts de la nation".
Pendant la guerre, le journal a aussi employé Arthur Pollen comme spécialiste des questions navales.
Après la fin de la guerre, le journal continue à couvrir des événements mondiaux, comme le Traité de Versailles et la Guerre civile russe, où Belloc a fortement défendu une intervention pour écraser les bolcheviks. Cependant, en 1920 il cesse de paraître.

## Auteurs publiés
- Joseph Conrad